# 名アシスト有吉
『名アシスト有吉』（英題：Ariyoshi Assists）は、2023年3月14日からNetflixにて配信されているバラエティ番組。

## 概要
数々の番組でMCを務めてきた有吉弘行が、アーティストやスポーツ選手など10組の個性豊かなゲストがMCを務める10本のバラエティ番組にアシスタントとして参加。ベテランから若手まで百戦錬磨の芸人が参戦し、十人十色のMC企画にチャレンジしながら、突如降りかかる有吉の狂気のアシストパスを全身全霊で打ち返す、予測不可能で熱量MAXの新たな笑いを生み出す最狂バラエティ。本番組は日本テレビがNetflixで初めて制作する番組となり、制作陣には同局で制作・放映されている『有吉の壁』スタッフが参加し、『有吉の壁』『有吉ゼミ』の企画・演出を手掛ける橋本和明が企画・総合演出を務める。橋本は日本テレビを退社して本番組に関わり、フリー第1弾作品となった。有吉がMCを務める番組が増え、自由に動き回れる、暴れる番組を作りたいと思ったのが企画の発端。
有吉は「早く、ジャスティン・ビーバーに見て欲しい」とコメント。橋本は「『テレビっぽいバラエティ』をNetflixさんに選んでもらった」、「日本のバラエティの熱量が、配信の新しいトレンドになってくれたらうれしい」とコメントしている。
2023年3月13日 - 3月19日集計「Top 10 on Netflix」人気シリーズランキングで初登場6位を記録。

## 出演者

### アシスタントMC
- 有吉弘行

### ゲストMC（配信順）
- GENERATIONS
- IKKO
- さまぁ～ず
- 那須川天心
- 内田真礼
- アンミカ
- 堀内健（ネプチューン）
- フワちゃん
- 呂布カルマ
- 指原莉乃＆＝LOVE（大谷映美里、齋藤樹愛羅、佐々木舞香、髙松瞳、野口衣織、諸橋沙夏[6]）

### ゲスト
- 小峠英二（バイきんぐ）
- 春日俊彰（オードリー）
- 大久保佳代子（オアシズ）
- 狩野英孝
- 三四郎（小宮浩信・相田周二）
- タイムマシーン3号（山本浩司・関太）
- 田中卓志（アンガールズ）
- 中岡創一（ロッチ）
- 錦鯉（長谷川雅紀・渡辺隆）
- 森田哲矢（さらば青春の光）
- アルコ＆ピース（平子祐希・酒井健太）
- 飯尾和樹（ずん）
- 井口浩之（ウエストランド）
- 岡部大（ハナコ）
- オッパショ石（広田ハヤト・蒲谷ユウキ）
- かが屋（加賀翔・賀屋壮也）
- カズレーザー（メイプル超合金）
- 木田（ガクヅケ）
- きつね（大津広次・淡路幸誠）
- 草薙航基（宮下草薙）
- コカドケンタロウ（ロッチ）
- 紺野ぶるま
- 酒井貴士（ザ・マミィ）
- 溝上たんぼ（新作のハーモニカ）
- 真空ジェシカ（川北茂澄・ガク）
- 薄幸（納言）
- どぶろっく（森慎太郎・江口直人）
- トム・ブラウン（布川ひろき・みちお）
- 森本晋太郎（トンツカタン）
- 東京ホテイソン（たける・ショーゴ）
- パーパー（ほしのディスコ・あいなぷぅ）
- ヒコロヒー
- 槙尾ユウスケ（かもめんたる）
- モグライダー（芝大輔・ともしげ）
- ヤマゲン（ネコニスズ）
- 四千頭身（都築拓紀・後藤拓実・石橋遼大）
- 渡部建（アンジャッシュ）[7][8]
- ワタリ119

## 配信リスト
全話2023年3月14日に配信開始。
| 配信回 | サブタイトル                                                                            | MC                                    | 備考 |
| ------ | --------------------------------------------------------------------------------------- | ------------------------------------- | ---- |
| #1     | 2代目GENERATIONSオーディション 2nd-Generation GENERATIONS Audition                      | GENERATIONS                           | 39分 |
| #2     | IKKOのDOKI DOKIクッキング IKKO's Cooking Panic                                          | IKKO                                  | 45分 |
| #3     | 東京さまぁ～ずゲーム Tokyo Summers Game                                                 | さまぁ〜ず Summers                    | 45分 |
| #4     | 天心一武道会 Tenshin Martial Arts Tournament                                            | 那須川天心 Tenshin Nasukawa           | 51分 |
| #5     | 東京アフレコ映画祭 Tokyo Voiceover Film Festival                                        | 内田真礼 Maaya Uchida                 | 41分 |
| #6     | アンミカって200色あんねん The Many Talents of AHN MIKA                                  | アンミカ Ahn Mika                     | 44分 |
| #7     | 脳汁ジュンジュワ～ Creative Juices Flowing                                              | 堀内健 Ken Horiuchi                   | 41分 |
| #8     | スターYouTuber発掘! フワフワ生配信 Discover YouTube Stars! Fuwachan's Lively Livestream | フワちゃん Fuwa-chan                  | 39分 |
| ♯9     | ラップバトル韻TOKYO Rhythm and Flow in Tokyo                                            | 呂布カルマ Ryoff Karma                | 44分 |
| #10    | 指原のかわいい祭り Sashihara's Kawaii Festival                                          | 指原莉乃、＝LOVE Rino Sashihara,=LOVE | 40分 |

## スタッフ
- 企画・総合演出 - 橋本和明
- 構成 - そーたに、樅野太紀、谷口マサヒト、我人祥太 、安藤凛人
- プロデューサー - 横澤俊之、河野安治、石川絵里、石原由季子、牛山亜紀子、須藤大介、渡辺紘子
- 演出 - 田中雄大、千葉博史、中原芳、北條学、干場備前、森田隆行
- 制作 - 福士睦（日本テレビ）
- エグゼクティブ・プロデューサー - 太田大（Netflix）
- 制作協力 - 極東電視台、ZION、テレバイダー、日企、日テレ アックスオン
- 製作著作 - 日本テレビ